# Pointe Kurz (massif du Mont-Blanc)
Pour les articles homonymes, voir Pointe Kurz.
La pointe Kurz est un sommet du massif du Mont-Blanc situé entre le département français de la Haute-Savoie et le canton du Valais en Suisse.
Située au sud du Tour Noir et de la pointe Morin et au nord du mont Dolent, sur une crête appelée les aiguilles Rouges du Dolent, la pointe Kurz domine les moraines du glacier d'Argentière à l'ouest et le val Ferret à l'est.

## Toponymie
La pointe Kurz est nommée en hommage à Louis Kurz qui en fit la première ascension le 12 août 1888 avec Alfred Barbey. Une seconde pointe Kurz, située plus à l'est, à la frontière entre la Suisse et l'Italie, est dédiée à Marcel Kurz, son fils,.